# Трећа лига Црне Горе у фудбалу 2020/21 — Центар
Трећа лига Црне Горе у фудбалу 2020/21 — Центар, било је 15 такмичење у оквиру Треће лиге организовано од стране фудбалског савеза Црне Горе од оснивања 2006. и друго такмичење организовано након реорганизације Средње регије у Удружење клубова Центар. То је једна од три регије трећег степена такмичења у Црној Гори у сезони 2020/21. поред регија Сјевер и Југ.
Првак регије Центар за сезону 2019/20. — ОФК Младост ДГ, у баражу против побједника регије Југ — Игала и побједника регије Сјевер — Берана, завршио је на трећем мјесту и није успио да се пласира у Другу лигу Црне Горе за сезону 2020/21.
У лиги је учествовало 13 клубова, играло се двокружним бод системом, свако са сваким кући и на страни по једном, док је у сваком колу по један клуб био слободан. Првак регије, на крају сезоне је играо у баражу са првацима друге двије регије, гдје је свако са сваким играо по једну утакмицу, домаћини су одлучени жријебом, а двије најбоље екипе обезбиједиле су пласман у Другу лигу.
У утакмици осмог кола, Братство — Олимпико, Братство је наступило са девет играча и побиједили су 9:7, након што је Олимпико водио 6:0. У 12. колу, Адриа је побиједила Олимпико 16:1.
Титулу је освојила ОФК Младост ДГ, 16 бодова испред Никшића, а у баражу, остварила је обје побједе и пласирала се у Другу лигу за сезону 2021/22.

## Клубови у сезони 2020/21.
| Клуб           | Мјесто      | Стадион                      | Капацитет |
| -------------- | ----------- | ---------------------------- | --------- |
| Адриа          | Подгорица   | ДГ арена                     | 4.300     |
| Братство       | Подгорица   | Стадион ФК Братство          | 1.000     |
| Дечић 2        | Тузи        | Стадион Тушко поље           | 2.000     |
| Забјело        | Подгорица   | Стадион ФК Забјело           | 1.000     |
| Иларион        | Подгорица   | Свети Јован Владимир         | 1.000     |
| Кариоке        | Подгорица   | Помоћни стадион ФК Будућност | 1.000     |
| ОФК Младост ДГ | Подгорица   | ДГ арена                     | 4.300     |
| ОФК Никшић     | Никшић      | Стадион под Требјесом        | 1.000     |
| Олимпико       | Подгорица   | Стадион Трешњица             | 4.000     |
| Полет старс    | Никшић      | Стадион под Требјесом        | 1.000     |
| ОФК Спуж       | Даниловград | Стадион ФК Зора              | 3.000     |
| Рибница        | Подгорица   | Стадион на Конику            | 750       |
| Црвена стијена | Подгорица   | Стадион Црвене стијене       | 1.000     |

## Резултати
Домаћини су наведени у лијевој колони
|     | Екипа          | 1   | 2   | 3   | 4   | 5   | 6   | 7   | 8   | 9    | 10   | 11  | 12  | 13  |
| --- | -------------- | --- | --- | --- | --- | --- | --- | --- | --- | ---- | ---- | --- | --- | --- |
| 1.  | Адриа          | XXX | 1:1 | 3:4 | 1:1 | 2:1 | 2:2 | 0:2 | 3:3 | 16:1 | 1:3  | 1:3 | 6:1 | 1:2 |
| 2.  | Братство       | 1:1 | XXX | 0:2 | 1:2 | 1:0 | 2:1 | 0:1 | 2:3 | 9:7  | 2:4  | 1:0 | 4:3 | 1:0 |
| 3.  | Дечић 2        | 4:0 | 6:3 | XXX | 2:2 | 6:1 | 0:2 | 2:4 | 0:3 | 7:1  | 2:0  | 4:1 | 3:0 | 3:2 |
| 4.  | Забјело        | 1:1 | 1:1 | 2:0 | XXX | 2:2 | 3:1 | 0:1 | 4:0 | 5:0  | 4:0  | 0:0 | 3:0 | 0:2 |
| 5.  | Иларион        | 0:2 | 1:1 | 4:2 | 0:1 | XXX | 3:1 | 0:4 | 4:2 | 7:0  | 4:2  | 6:1 | 2:0 | 0:1 |
| 6.  | Кариоке        | 2:6 | 3:0 | 2:2 | 0:2 | 1:3 | XXX | 0:2 | 1:3 | 0:3  | 1:3  | 4:0 | 1:1 | 2:4 |
| 7.  | ОФК Младост ДГ | 2:0 | 2:0 | 1:0 | 1:0 | 4:1 | 6:1 | XXX | 4:0 | 6:0  | 1:0  | 2:0 | 1:0 | 5:0 |
| 8.  | Никшић         | 0:0 | 3:2 | 3:0 | 7:1 | 3:0 | 2:1 | 0:2 | XXX | 5:1  | 1:0  | 2:0 | 4:1 | 4:0 |
| 9.  | Олимпико       | 0:3 | 3:1 | 1:9 | 2:5 | 0:6 | 1:5 | 0:7 | 1:7 | XXX  | 1:10 | 1:7 | 0:3 | 0:6 |
| 10. | Полет старс    | 0:1 | 3:0 | 0:2 | 3:1 | 1:4 | 4:0 | 0:4 | 2:5 | 8:2  | XXX  | 6:0 | 1:0 | 2:1 |
| 11. | ОФК Спуж       | 1:5 | 7:0 | 2:1 | 2:2 | 3:5 | 0:0 | 1:3 | 2:3 | 4:3  | 0:3  | XXX | 4:0 | 0:2 |
| 12. | Рибница        | 1:1 | 3:0 | 3:2 | 0:2 | 1:8 | 0:3 | 0:8 | 0:3 | 7:2  | 2:11 | 0:6 | XXX | 0:3 |
| 13. | Црвена стијена | 2:1 | 1:0 | 0:1 | 0:0 | 1:0 | 3:0 | 2:0 | 3:0 | 2:1  | 2:0  | 2:1 | 3:0 | XXX |

## Резултати по колима
| 1. коло, 5—6. 9. 2020.    |     |
| Црвена стијена - Никшић   | 3:0 |
| Иларион - Забјело         | 0:1 |
| Адриа - Братство          | 1:1 |
| Дечић 2 - Кариоке         | 0:2 |
| Полет старс - ОФК Спуж    | 6:0 |
| ОФК Младост ДГ - Олимпико | 6:0 |
| Рибница је била слободна. |     |

| 2. коло, 12—14. 9. 2020.  |      |
| Олимпико - Црвена стијена | 0:6  |
| Кариоке - ОФК Младост ДГ  | 0:2  |
| Никшић - Иларион          | 3:0  |
| Братство - Дечић 2        | 0:2  |
| ОФК Спуж - Адриа          | 1:5  |
| Рибница - Полет старс     | 2:11 |
| Забјело је било слободно. |      |

| 3. коло, 19—21. 9. 2020.     |     |
| Црвена стијена - Кариоке     | 3:0 |
| Иларион - Олимпико           | 7:0 |
| Адриа - Рибница              | 6:1 |
| Забјело - Никшић             | 4:0 |
| Дечић 2 - ОФК Спуж           | 4:1 |
| ОФК Младост ДГ - Братство    | 2:0 |
| Полет старс је био слободан. |     |

| 4. коло, 26—28. 9. 2020.  |     |
| Рибница - Дечић 2         | 3:2 |
| Полет старс - Адриа       | 0:1 |
| Братство - Црвена стијена | 1:0 |
| Кариоке - Иларион         | 1:3 |
| ОФК Спуж - ОФК Младост ДГ | 1:3 |
| Олимпико - Забјело        | 2:5 |
| Никшић је био слободан.   |     |

| 5. коло, 3—5. 10. 2020.   |     |
| Иларион - Братство        | 1:1 |
| Црвена стијена - ОФК Спуж | 2:1 |
| Забјело - Кариоке         | 3:1 |
| ОФК Младост ДГ - Рибница  | 1:0 |
| Никшић - Олимпико         | 5:1 |
| Дечић 2 - Полет старс     | 2:0 |
| Адриа је била слободна.   |     |

| 6. коло, 11. 10. 2020.       |         |
| Кариоке - Никшић             | 1:3     |
| Полет старс - ОФК Младост ДГ | 0:4     |
| Братство - Забјело           | 1:2     |
| ОФК Спуж - Иларион           | 3:5     |
| Рибница - Црвена стијена     | 0:3 pff |
| Адриа - Дечић 2              | 3:4     |
| Олимпико је био слободан.    |         |

| 7. коло, 17—19. 10. 2020.    |                    |
| Иларион - Рибница            | 2:0                |
| Црвена стијена - Полет старс | 2:0                |
| Олимпико - Кариоке           | 1:5                |
| Никшић - Братство            | 3:2                |
| Забјело - ОФК Спуж           | 0:0                |
| ОФК Младост ДГ - Адриа       | 2:0 (6. 12. 2020.) |
| Дечић 2 је био слободан.     |                    |

| 8. коло, 1—5. 11. 2020.   |                    |
| Братство - Олимпико       | 9:7                |
| Адриа - Црвена стијена    | 1:2                |
| Полет старс - Иларион     | 1:4                |
| ОФК Спуж - Никшић         | 2:3                |
| Дечић 2 - ОФК Младост ДГ  | 2:4                |
| Рибница - Забјело         | 0:2 (24. 2. 2021.) |
| Кариоке су биле слободне. |                    |

| 9. коло, 31. 10.—1. 11. 2020.   |         |
| Црвена стијена - Дечић 2        | 0:1     |
| Иларион - Адриа                 | 0:2     |
| Кариоке - Братство              | 3:0 pff |
| Забјело - Полет старс           | 4:0     |
| Олимпико - ОФК Спуж             | 1:7     |
| Никшић - Рибница                | 4:1     |
| ОФК Младост ДГ је био слободан. |         |

| 10. коло, 7—9. 11. 2020.        |                     |
| ОФК Спуж - Кариоке              | 0:0                 |
| Полет старс - Никшић            | 2:5                 |
| Адриа - Забјело                 | 1:1                 |
| Рибница - Олимпико              | 7:2                 |
| Дечић 2 - Иларион               | 6:1                 |
| ОФК Младост ДГ - Црвена стијена | 5:0 (24. 11. 2020.) |
| Братство је било слободно.      |                     |

| 11. коло, 14—17. 11. 2020.       |      |
| Кариоке - Рибница                | 1:1  |
| Забјело - Дечић 2                | 2:0  |
| Иларион - ОФК Младост ДГ         | 0:4  |
| Никшић - Адриа                   | 0:0  |
| Братство - ОФК Спуж              | 1:0  |
| Олимпико - Полет старс           | 1:10 |
| Црвена стијена је била слободна. |      |

| 12. коло, 21—23. 11. 2020. |         |
| Адриа - Олимпико           | 16:1    |
| Полет старс - Кариоке      | 4:0     |
| Рибница - Братство         | 3:0 pff |
| Црвена стијена - Иларион   | 1:0     |
| ОФК Младост ДГ - Забјело   | 1:0     |
| Дечић 2 - Никшић           | 0:3 pff |
| ОФК Спуж је био слободан.  |         |

| 13. коло, 28—29. 11. 2020. |                     |
| ОФК Спуж - Рибница         | 4:0 (11. 11. 2020.) |
| Кариоке - Адриа            | 2:6                 |
| Братство - Полет старс     | 2:4                 |
| Никшић - ОФК Младост ДГ    | 0:2                 |
| Олимпико - Дечић 2         | 1:9                 |
| Забјело - Црвена стијена   | 0:2 (6. 12. 2020.)  |
| Иларион је био слободан.   |                     |

| 14. коло, 28. 2. 2021.    |     |
| Кариоке - Дечић 2         | 2:2 |
| Олимпико - ОФК Младост ДГ | 0:7 |
| Братство - Адриа          | 1:1 |
| Никшић - Црвена стијена   | 4:0 |
| Забјело - Иларион         | 2:2 |
| ОФК Спуж - Полет старс    | 0:3 |
| Рибница је била слободна. |     |

| 15. коло, 7. 3. 2021.     |                   |
| Полет старс - Рибница     | 1:0               |
| ОФК Младост ДГ - Кариоке  | 6:1               |
| Иларион - Никшић          | 4:2               |
| Црвена стијена - Олимпико | 2:1               |
| Адриа - ОФК Спуж          | 1:3               |
| Дечић 2 - Братство        | 6:3 (8. 4. 2021.) |
| Забјело је било слободно. |                   |

| 16. коло, 13—14. 3. 2021.    |     |
| Никшић - Забјело             | 7:1 |
| Олимпико - Иларион           | 0:6 |
| Рибница - Адриа              | 1:1 |
| Братство - ОФК Младост ДГ    | 0:1 |
| ОФК Спуж - Дечић 2           | 2:1 |
| Кариоке - Црвена стијена     | 2:4 |
| Полет старс је био слободан. |     |

| 17. коло, 20—21. 3. 2021. |     |
| Адриа - Полет старс       | 1:3 |
| Дечић 2 - Рибница         | 3:0 |
| Иларион - Кариоке         | 3:1 |
| ОФК Младост ДГ - ОФК Спуж | 2:0 |
| Црвена стијена - Братство | 1:0 |
| Забјело - Олимпико        | 5:0 |
| Никшић је био слободан.   |     |

| 18. коло, 27—28. 3. 2021. |                   |
| Полет старс - Дечић 2     | 0:2               |
| Братство - Иларион        | 1:0               |
| ОФК Спуж - Црвена стијена | 0:2               |
| Олимпико - Никшић         | 1:7               |
| Кариоке - Забјело         | 0:2               |
| Рибница - ОФК Младост ДГ  | 0:8 (31. 3. 2021) |
| Адриа је била слободна.   |                   |

| 19. коло, 3—4. 4. 2021.      |     |
| Дечић 2 - Адриа              | 4:0 |
| ОФК Младост ДГ - Полет старс | 1:0 |
| Иларион - ОФК Спуж           | 6:1 |
| Забјело - Братство           | 1:1 |
| Црвена стијена - Рибница     | 3:0 |
| Никшић - Кариоке             | 2:1 |
| Олимпико је био слободан.    |     |

| 20. коло, 10—11. 4. 2021.    |                   |
| Адриа - ОФК Младост ДГ       | 0:2               |
| Кариоке - Олимпико           | 0:3               |
| Братство - Никшић            | 2:3               |
| Полет старс - Црвена стијена | 2:1               |
| ОФК Спуж - Забјело           | 2:2               |
| Рибница - Иларион            | 1:8 (15. 4. 2021) |
| Дечић 2 је био слободан.     |                   |

| 21. коло, 18—19. 4. 2021. |     |
| Иларион - Полет старс     | 4:2 |
| Забјело - Рибница         | 3:0 |
| Црвена стијена - Адриа    | 2:1 |
| ОФК Младост ДГ - Дечић 2  | 1:0 |
| Никшић - ОФК Спуж         | 2:0 |
| Олимпико - Братство       | 3:1 |
| Кариоке су биле слободне. |     |

| 22. коло, 24—25. 4. 2021.       |                       |
| Дечић 2 - Црвена стијена        | 3:2                   |
| Полет старс - Забјело           | 3:1                   |
| ОФК Спуж - Олимпико             | 4:3                   |
| Адриа - Иларион                 | 2:1                   |
| Братство - Кариоке              | 2:1                   |
| Рибница - Никшић                | 0:3 pff (25. 5. 2021) |
| ОФК Младост ДГ је био слободан. |                       |

| 23. коло, 1—2. 5. 2021.         |                      |
| Кариоке - ОФК Спуж              | 4:0                  |
| Иларион - Дечић 2               | 4:2                  |
| Црвена стијена - ОФК Младост ДГ | 2:0                  |
| Забјело - Адриа                 | 1:1                  |
| Никшић - Полет старс            | 1:0                  |
| Олимпико - Рибница              | 0:3 pff (9. 5. 2021) |
| Братство је било слободно.      |                      |

| 24. коло, 9—12. 5. 2021.         |                       |
| Полет старс - Олимпико           | 8:2                   |
| Адриа - Никшић                   | 3:3                   |
| ОФК Младост ДГ - Иларион         | 4:1                   |
| ОФК Спуж - Братство              | 7:0                   |
| Дечић 2 - Забјело                | 2:2                   |
| Рибница - Кариоке                | 0:3 pff (27. 5. 2021) |
| Црвена стијена је била слободна. |                       |

| 25. коло, 15—16. 5. 2021. |         |
| Кариоке - Полет старс     | 1:3     |
| Олимпико - Адриа          | 0:3 pff |
| Никшић - Дечић 2          | 3:0 pff |
| Забјело - ОФК Младост ДГ  | 0:1     |
| Иларион - Црвена стијена  | 0:1     |
| Братство - Рибница        | 4:3     |
| ОФК Спуж је био слободан. |         |

| 26. коло, 21—23. 4. 2021. |         |
| ОФК Младост ДГ - Никшић   | 4:0     |
| Дечић 2 - Олимпико        | 7:1     |
| Полет старс - Братство    | 3:0 pff |
| Црвена стијена - Забјело  | 0:0     |
| Адриа - Кариоке           | 2:2     |
| Рибница - ОФК Спуж        | 0:6     |
| Иларион је био слободан.  |         |

Легенда:
 Дерби мечеви
- pff - Службени резултат.

## Детаљни извјештај

### 1. коло
| Црвена стијена                                                       | 3:0 | Никшић |
| -------------------------------------------------------------------- | --- | ------ |
| Андрија Ћосовић 29’ · Александар Вукадиновић 79’ · Анђео Дробњак 85’ |     |        |

| Иларион | 0:1 | Забјело                  |
| ------- | --- | ------------------------ |
|         |     | Александар Кривокапић 8’ |

| Адриа             | 1:1 | Братство            |
| ----------------- | --- | ------------------- |
| Борис Бољевић 20’ |     | Филип Радичевић 18’ |

| Дечић 2 | 0:2 | Кариоке                                     |
| ------- | --- | ------------------------------------------- |
|         |     | Дмитар Станковић 15’ · Војислав Васовић 66’ |

| Полет старс | 6:0 | ОФК Спуж |
| --- | --- | -------- |
| Никола Чолаковић 3’ · Никола Бабић 14’ · Иван Вујачић 21’ · Никола Бабић 42’ · Славко Цаковић 88’ · Славко Цаковић 90’ |     |          |

| ОФК Младост ДГ | 6:0 | Олимпико |
| --- | --- | -------- |
| Андрија Глушчевић 30’ · Андрија Глушчевић 47’ · Амар Кајевић 62’ · Андрија Глушчевић 72’ · Петар Прелевић 85’ · Марко Радуновић 89’ |     |          |

### 2. коло
| Олимпико | 0:6 | Црвена стијена |
| -------- | --- | --- |
|          |     | Андрија Ћосовић 1’ · Никола Пејовић 6’ · Марко Стијеповић 8’ · Никола Пејовић 12’ · Никола Пејовић 20’ · Андрија Ћосовић 45’ |

| Кариоке | 0:2 | ОФК Младост ДГ                            |
| ------- | --- | ----------------------------------------- |
|         |     | Ђорђе Мујовић 46’ · Андрија Глушчевић 88’ |

| Никшић                                                      | 3:0 | Иларион |
| ----------------------------------------------------------- | --- | ------- |
| Ристо Мирковић 44’ · Срђа Косовић 53’ · Данило Шофранац 87’ |     |         |

| Братство | 0:2 | Дечић 2                                      |
| -------- | --- | -------------------------------------------- |
|          |     | Абедин Хакшабановић 30’ · Вук Дамјановић 86’ |

| ОФК Спуж           | 1:5 | Адриа |
| ------------------ | --- | --- |
| Зоран Драговић 56’ |     | Тодор Раичковић 8’ · Рејхан Дервишевић 17’ · Никола Раденовић 65’ (пенал) · Никола Раденовић 67’ · Небојша Јовановић 75’ |

| Рибница                                   | 2:11 | Полет старс |
| ----------------------------------------- | ---- | --- |
| Осман Леловић 35’ · Далибор Јовановић 64’ |      | Иван Вујачић 5’ · Иван Вујачић 6’ · Иван Тољић 47’ · Славко Цаковић 50’ · Никола Бабић 64’ · Иван Вујачић 67’ (пенал) · Никола Бабић 77’ · Никола Бабић 84’ · Борис Букилић 88’ · Борис Букилић 90+1’ · Никола Бабић 90+2’ |

### 3. коло
| Црвена стијена                                                 | 3:0 | Кариоке |
| -------------------------------------------------------------- | --- | ------- |
| Дарко Стијеповић 43’ · Душан Лакушић 80’ · Андрија Ћосовић 86’ |     |         |

| Иларион | 7:0 | Олимпико |
| --- | --- | -------- |
| Александар Крстовић 24’ · Василије Ђедовић 39’ · Дражен Ковачевић 49’ · Дарко Стајкић 56’ · Денад Башановић 60’ · Немања Трипуновић 62’ · Василије Рашовић 70’ |     |          |

| Адриа | 6:1 | Рибница                |
| --- | --- | ---------------------- |
| Никола Раденовић 3’ · Никола Раденовић 16’ · Сеад Абдовић 54’ · Никола Раденовић 68’ · Сава Булајић 81’ · Миро Томић 86’ |     | Владимир Вујошевић 60’ |

| Забјело                                                                             | 4:0 | Никшић |
| ----------------------------------------------------------------------------------- | --- | ------ |
| Марко Стругар 3’ · Митар Ђукановић 7’ · Митар Ђукановић 63’ · Немања Крстовић 90+2’ |     |        |

| Дечић 2                                                                            | 4:1 | ОФК Спуж             |
| ---------------------------------------------------------------------------------- | --- | -------------------- |
| Леон Ујкај 51’ (пенал) · Ервин Ћоровић 60’ · Александар Каљај 76’ · Леон Ујкај 80’ |     | Немања Рогановић 70’ |

| ОФК Младост ДГ                            | 2:0 | Братство |
| ----------------------------------------- | --- | -------- |
| Александар Паљевић 35’ · Амар Кајевић 83’ |     |          |

### 4. коло
| Рибница                                                   | 3:2 | Дечић 2                              |
| --------------------------------------------------------- | --- | ------------------------------------ |
| Далибор Јовановић 1’ · Елвир Мемић 14’ · Стеван Пекић 36’ |     | Мартин Вуљај 40’ · Ервин Ћоровић 64’ |

| Полет старс | 0:1 | Адриа               |
| ----------- | --- | ------------------- |
|             |     | Тодор Раичковић 55’ |

| Братство      | 1:0 | Црвена стијена |
| ------------- | --- | -------------- |
| Вук Лукић 52’ |     |                |

| Кариоке             | 1:3 | Иларион                                                           |
| ------------------- | --- | ----------------------------------------------------------------- |
| Небојша Бојанић 66’ |     | Немања Трипуновић 12’ · Денад Башановић 33’ · Дарко Стајкић 45+2’ |

| ОФК Спуж           | 1:3 | ОФК Младост ДГ                                            |
| ------------------ | --- | --------------------------------------------------------- |
| Ђорђије Спахић 68’ |     | Иван Газивода 1’ · Лука Бојић 11’ · Андрија Глушчевић 23’ |

| Олимпико                                | 2:5 | Забјело |
| --------------------------------------- | --- | --- |
| Јован Вујачић 37’ · Алмедин Ћоровић 63’ |     | Митар Ђукановић 20’ · Владан Станишић 31’ (пенал) · Блажо Џанкић 56’ · Немања Крстовић 69’ · Блажо Џанкић 79’ |

### 5. коло
| Иларион           | 1:1 | Братство      |
| ----------------- | --- | ------------- |
| Давор Секулић 86’ |     | Вук Лукић 82’ |

| Црвена стијена                                     | 2:1 | ОФК Спуж             |
| -------------------------------------------------- | --- | -------------------- |
| Александар Вукадиновић 42’ · Михаило Гојачанин 44’ |     | Немања Рогановић 48’ |

| Забјело                                                               | 3:1 | Кариоке              |
| --------------------------------------------------------------------- | --- | -------------------- |
| Дамјан Илић 26’ (аутогол) · Митар Ђукановић 52’ · Владан Станишић 68’ |     | Дмитар Станковић 20’ |

| ОФК Младост ДГ     | 1:0 | Рибница |
| ------------------ | --- | ------- |
| Андрија Мугоша 75’ |     |         |

| Никшић                                                                                                | 5:1 | Олимпико             |
| --- | --- | -------------------- |
| Лука Шофранац 5’ · Никола Цимбаљевић 26’ · Лука Шофранац 29’ · Лука Шофранац 59’ · Ристо Мирковић 74’ |     | Василије Кликовац 4’ |

| Дечић 2                                    | 2:0 | Полет старс |
| ------------------------------------------ | --- | ----------- |
| Леон Ујкај 30’ (пенал) · Ибрахима Туре 88’ |     |             |

### 6. коло
| Кариоке                      | 1:3 | Никшић                                                      |
| ---------------------------- | --- | ----------------------------------------------------------- |
| Дмитар Станковић 90’ (пенал) |     | Никола Цимбаљевић 18’ · Срђа Косовић 48’ · Срђа Косовић 56’ |

| Полет старс | 0:4 | ОФК Младост ДГ                                                                   |
| ----------- | --- | -------------------------------------------------------------------------------- |
|             |     | Андрија Глушчевић 22’ · Никола Укшановић 35’ · Лука Бојић 41’ · Лука Бојић 90+1’ |

| Братство              | 1:2 | Забјело                                       |
| --------------------- | --- | --------------------------------------------- |
| Вук Лукић 49’ (пенал) |     | Владан Станишић 25’ (пенал) · Ненад Мараш 59’ |

| ОФК Спуж                                                              | 3:5 | Иларион |
| --------------------------------------------------------------------- | --- | --- |
| Јагош Шћепановић 12’ (пенал) · Јагош Шћепановић 25’ · Балша Жарић 77’ |     | Давор Секулић 18’ · Давор Секулић 35’ · Давор Секулић 36’ (пенал) · Дарко Стајкић 70’ · Игор Кукуличић 70’ |

| Рибница | 0:3 pff | Црвена стијена |
| ------- | ------- | -------------- |
|         |         |                |

| Адриа                                                        | 3:4 | Дечић 2                                                                           |
| ------------------------------------------------------------ | --- | --------------------------------------------------------------------------------- |
| Никола Раденовић 43’ · Миро Томић 70’ · Никола Раденовић 89’ |     | Вук Дамјановић 1’ · Ибрахима Туре 49’ · Бајрам Аџовић 60’ · Демир Кркановић 90+3’ |

### 7. коло
| Иларион                                    | 2:0 | Рибница |
| ------------------------------------------ | --- | ------- |
| Давор Секулић 2’ · Александар Крстовић 58’ |     |         |

| Црвена стијена                                   | 2:0 | Полет старс |
| ------------------------------------------------ | --- | ----------- |
| Душан Лакушић 69’ (пенал) · Лазар Стијеповић 77’ |     |             |

| Олимпико            | 1:5 | Кариоке |
| ------------------- | --- | --- |
| Алмедин Ћоровић 87’ |     | Дмитар Станковић 40’ · Дмитар Станковић 47’ · Дмитар Станковић 52’ (пенал) · Дмитар Станковић 65’ · Дамир Љуљановић 73’ |

| Никшић                                                                  | 3:2 | Братство                                    |
| ----------------------------------------------------------------------- | --- | ------------------------------------------- |
| Немања Косовић 32’ · Никола Цимбаљевић 38’ · Ристо Мирковић 66’ (пенал) |     | Никола Петровић 15’ · Вук Лукић 90’ (пенал) |

| Забјело | 0:0 | ОФК Спуж |
| ------- | --- | -------- |
|         |     |          |

| ОФК Младост ДГ                                   | 2:0 | Адриа |
| ------------------------------------------------ | --- | ----- |
| Миро Томић 58’ (аутогол) · Тодор Шекуларац 90+4’ |     |       |

### 8. коло
| Братство | 9:7 | Олимпико |
| --- | --- | --- |
| Ђорђе Мараш 51’ · Вук Лукић 56’ · Ђорђе Мараш 59’ · Ђорђе Мараш 63’ · Вук Лукић 68’ · Никола Петровић 72’ · Ђорђе Мараш 76’ · Никола Петровић 78’ · Вук Лукић 90’ |     | Бојан Гајевић 6’ · Алмедин Ћоровић 15’ · Андрија Ајковић 23’ · Јован Вујачић 30’ · Алмедин Ћоровић 42’ · Иван Милошевић 50’ · Владимир Радоњић 77’ |

| Адриа             | 1:2 | Црвена стијена                                  |
| ----------------- | --- | ----------------------------------------------- |
| Бошко Брковић 45’ |     | Александар Раичковић 30’ · Лазар Стијеповић 39’ |

| Полет старс         | 1:4 | Иларион                                                                             |
| ------------------- | --- | ----------------------------------------------------------------------------------- |
| Милан Ђукановић 85’ |     | Давор Секулић 27’ · Давор Секулић 41’ · Давор Секулић 77’ · Александар Крстовић 87’ |

| ОФК Спуж                                  | 2:3 | Никшић                                                    |
| ----------------------------------------- | --- | --------------------------------------------------------- |
| Јагош Шћепановић 26’ · Видоје Бајовић 84’ |     | Ристо Мирковић 8’ · Срђа Косовић 25’ · Ристо Мирковић 55’ |

| Дечић 2                               | 2:4 | ОФК Младост ДГ                                                              |
| ------------------------------------- | --- | --------------------------------------------------------------------------- |
| Огњен Роловић 38’ · Огњен Роловић 84’ |     | Иван Газивода 49’ · Лука Бојић 53’ · Лука Бојић 57’ · Андрија Глушчевић 69’ |

| Рибница | 0:2 | Забјело                                     |
| ------- | --- | ------------------------------------------- |
|         |     | Александар Кривокапић 70’ · Ненад Мараш 80’ |

### 9. коло
| Црвена стијена | 0:1 | Дечић 2           |
| -------------- | --- | ----------------- |
|                |     | Ибрахима Туре 38’ |

| Иларион | 0:2 | Адриа                                       |
| ------- | --- | ------------------------------------------- |
|         |     | Никола Раденовић 15’ · Никола Раденовић 84’ |

| Кариоке | 3:0 pff | Братство |
| ------- | ------- | -------- |
|         |         |          |

| Забјело | 4:0 | Полет старс |
| --- | --- | ----------- |
| Ненад Мараш 17’ · Александар Кривокапић 65’ (пенал) · Марко Стругар 75’ (пенал) · Балша Бечановић 85’ (аутогол) |     |             |

| Олимпико           | 1:7 | ОФК Спуж |
| ------------------ | --- | --- |
| Иван Милошевић 58’ |     | Јагош Шћепановић 12’ · Јагош Шћепановић 16’ · Милан Мирковић 37’ · Јагош Шћепановић 40’ · Милан Мирковић 62’ · Василије Ковачевић 66’ · Никола Ђуричковић 80’ |

| Никшић                                                                              | 4:1 | Рибница        |
| ----------------------------------------------------------------------------------- | --- | -------------- |
| Лука Шофранац 49’ · Лука Шофранац 63’ · Никола Цимбаљевић 72’ · Лука Шофранац 90+2’ |     | Суад Мујак 51’ |

### 10. коло
| ОФК Спуж | 0:0 | Кариоке |
| -------- | --- | ------- |
|          |     |         |

| Полет старс                               | 2:5 | Никшић                                                                                               |
| ----------------------------------------- | --- | --- |
| Иван Вујачић 15’ (пенал) · Иван Тољић 48’ |     | Ристо Мирковић 22’ · Немања Косовић 29’ · Ристо Мирковић 49’ · Срђа Косовић 70’ · Ристо Мирковић 86’ |

| Адриа                 | 1:1 | Забјело              |
| --------------------- | --- | -------------------- |
| Небојша Јовановић 63’ |     | Никола Осмајић 90+1’ |

| Рибница | 7:2 | Олимпико                                      |
| --- | --- | --------------------------------------------- |
| Суад Мујак 6’ · Селмир Жабељи 19’ · Нусрет Бериша 42’ · Нусрет Бериша 60’ · Милан Вучинић 63’ · Нено Шкријељ 80’ · Нусрет Бериша 85’ |     | Василије Кликовац 44’ · Василије Кликовац 54’ |

| Дечић 2 | 6:1 | Иларион                 |
| --- | --- | ----------------------- |
| Ибрахима Туре 19’ · Мирко Раичевић 47’ · Кадрија Ђокај 72’ · Демир Кркановић 75’ · Мартин Пренкочевић 80’ · Кристијан Шкреља 90’ |     | Александар Крстовић 62’ |

| ОФК Младост ДГ                                                                           | 5:0 | Црвена стијена |
| ---------------------------------------------------------------------------------------- | --- | -------------- |
| Петар Прелевић 9’ · Лука Бојић 15’ · Лука Бојић 35’ · Лука Бојић 45’ · Иван Газивода 62’ |     |                |

### 11. коло
| Кариоке              | 1:1 | Рибница        |
| -------------------- | --- | -------------- |
| Дмитар Станковић 22’ |     | Суад Мујак 48’ |

| Забјело                               | 2:0 | Дечић 2 |
| ------------------------------------- | --- | ------- |
| Милан Бакић 62’ · Марко Стругар 90+2’ |     |         |

| Иларион | 0:4 | ОФК Младост ДГ                                                                    |
| ------- | --- | --------------------------------------------------------------------------------- |
|         |     | Иван Газивода 2’ · Лука Бојић 45’ · Иван Бјелобрковић 72’ · Андрија Глушчевић 75’ |

| Никшић | 0:0 | Адриа |
| ------ | --- | ----- |
|        |     |       |

| Братство              | 1:0 | ОФК Спуж |
| --------------------- | --- | -------- |
| Вук Лукић 90’ (пенал) |     |          |

| Олимпико            | 1:10 | Полет старс |
| ------------------- | ---- | --- |
| Младен Ћетковић 77’ |      | Иван Тољић 14’ · Јован Вујачић 15’ (аутогол) · Лука Милић 18’ · Балша Бечановић 25’ · Славко Цаковић 27’ · Балша Бечановић 35’ · Видак Самарџић 42’ · Иван Вујачић 43’ · Видак Самарџић 81’ · Иван Томашевић 83’ |

### 12. коло
| Адриа | 16:1 | Олимпико         |
| --- | ---- | ---------------- |
| Миро Томић 22’ · Никола Раденовић 23’ · Шуто Като 24’ · Небојша Јовановић 29’ · Тодор Раичковић 31’ · Никола Раденовић 35’ · Небојша Јовановић 37’ · Велибор Вуковић 55’ · Никола Раденовић 66’ · Сеад Абдовић 68’ · Владимир Ђурашковић 71’ · Никола Раденовић 72’ · Владимир Ђурашковић 83’ · Велибор Вуковић 85’ · Сеад Абдовић 86’ · Велибор Вуковић 89’ |      | Јован Вујачић 5’ |

| Полет старс                                                                         | 4:0 | Кариоке |
| ----------------------------------------------------------------------------------- | --- | ------- |
| Балша Бечановић 20’ · Балша Бечановић 43’ · Никола Ненезић 50’ · Немања Ненезић 64’ |     |         |

| Рибница | 3:0 pff | Братство |
| ------- | ------- | -------- |
|         |         |          |

| Црвена стијена              | 1:0 | Иларион |
| --------------------------- | --- | ------- |
| Андрија Ћосовић 62’ (пенал) |     |         |

| ОФК Младост ДГ             | 1:0 | Забјело |
| -------------------------- | --- | ------- |
| Жељко Крстовић 25’ (пенал) |     |         |

| Дечић 2 | 0:3 pff | Никшић |
| ------- | ------- | ------ |
|         |         |        |

### 13. коло
| ОФК Спуж                                                                                            | 4:0 | Рибница |
| --------------------------------------------------------------------------------------------------- | --- | ------- |
| Милан Мирковић 30’ (пенал) · Јагош Шћепановић 45+1’ · Немања Рогановић 79’ · Василије Ковачевић 87’ |     |         |

| Кариоке                                      | 2:6 | Адриа |
| -------------------------------------------- | --- | --- |
| Дмитар Станковић 34’ · Данило Шћепановић 42’ |     | Борис Бољевић 26’ · Борис Бољевић 59’ · Борис Бољевић 63’ · Никола Раденовић 78’ · Никола Раденовић 80’ · Никола Јовановић 90’ |

| Братство                        | 2:4 | Полет старс                                                                |
| ------------------------------- | --- | -------------------------------------------------------------------------- |
| Вук Лукић 35’ · Вук Ајковић 78’ |     | Саша Рогановић 24’ · Иво Ненезић 71’ · Никола Бабић 79’ · Никола Бабић 88’ |

| Никшић | 0:2 | ОФК Младост ДГ                             |
| ------ | --- | ------------------------------------------ |
|        |     | Андрија Глушчевић 23’ · Немања Божовић 86’ |

| Олимпико              | 1:9 | Дечић 2 |
| --------------------- | --- | --- |
| Василије Кликовац 19’ |     | Кристијан Шкреља 7’ · Вук Пејовић 9’ (пенал) · Вук Пејовић 20’ · Кристијан Шкреља 39’ · Кристијан Шкреља 45’ · Ервин Ћоровић 68’ · Кристијан Шкреља 71’ · Ервин Ћоровић 74’ · Ервин Ћоровић 79’ |

| Забјело | 0:2 | Црвена стијена                                  |
| ------- | --- | ----------------------------------------------- |
|         |     | Андрија Ћосовић 4’ · Александар Вукадиновић 76’ |

### 14. коло
| Кариоке                                           | 2:2 | Дечић 2                                     |
| ------------------------------------------------- | --- | ------------------------------------------- |
| Данило Шћепановић 15’ (пенал) · Марко Поповић 63’ |     | Ервин Ћоровић 70’ · Вук Пејовић 85’ (пенал) |

| Олимпико | 0:7 | ОФК Младост ДГ |
| -------- | --- | --- |
|          |     | Амар Кајевић 13’ · Андрија Глушчевић 53’ · Жељко Крстовић 58’ (пенал) · Петар Прелевић 67’ · Милош Плазинић 68’ · Милош Плазинић 70’ · Петар Прелевић 88’ |

| Братство               | 1:1 | Адриа               |
| ---------------------- | --- | ------------------- |
| Данило Калуђеровић 80’ |     | Лазар Рађеновић 28’ |

| Никшић                                                                           | 4:0 | Црвена стијена |
| -------------------------------------------------------------------------------- | --- | -------------- |
| Немања Косовић 52’ · Филип Ћипранић 66’ · Иван Тољић 75’ · Петар Трепавчевић 89’ |     |                |

| Забјело                                       | 2:2 | Иларион                                   |
| --------------------------------------------- | --- | ----------------------------------------- |
| Александар Кривокапић 21’ · Марко Стругар 60’ |     | Давор Секулић 17’ · Немања Трипуновић 90’ |

| ОФК Спуж | 0:3 | Полет старс                                                         |
| -------- | --- | ------------------------------------------------------------------- |
|          |     | Радован Бањевић 4’ · Иван Вујачић 43’ (пенал) · Радован Бањевић 62’ |

### 15. коло
| Полет старс        | 1:0 | Рибница |
| ------------------ | --- | ------- |
| Радован Бањевић 9’ |     |         |

| ОФК Младост ДГ | 6:1 | Кариоке          |
| --- | --- | ---------------- |
| Небојша Шћекић 1’ · Небојша Шћекић 9’ · Милош Плазинић 14’ · Милош Плазинић 22’ · Жељко Крстовић 60’ · Небојша Шћекић 75’ |     | Амел Муховић 12’ |

| Иларион                                                                          | 4:2 | Никшић                                                |
| -------------------------------------------------------------------------------- | --- | ----------------------------------------------------- |
| Дарко Стајкић 7’ · Богдан Ђуретић 25’ · Давор Секулић 55’ · Иван Ковачевић 90+2’ |     | Ристо Мирковић 66’ (пенал) · Срђа Косовић 71’ (пенал) |

| Црвена стијена                           | 2:1 | Олимпико      |
| ---------------------------------------- | --- | ------------- |
| Милош Пејурић 40’ · Лазар Стијеповић 88’ |     | Вук Лукић 14’ |

| Адриа             | 1:3 | ОФК Спуж                                                            |
| ----------------- | --- | ------------------------------------------------------------------- |
| Милош Бољевић 15’ |     | Предраг Милошевић 56’ · Јагош Шћепановић 65’ · Новак Драгојевић 73’ |

| Дечић 2 | 6:3 | Братство                                                             |
| --- | --- | -------------------------------------------------------------------- |
| Огњен Роловић 11’ · Огњен Роловић 15’ · Тоде Ђаковић 67’ · Сеад Абдовић 77’ · Антон Ђонлекић 85’ · Сеад Абдовић 88’ |     | Марио Гојачанин 6’ (аутогол) · Марко Рашовић 58’ · Марко Рашовић 61’ |

### 16. коло
| Никшић | 7:1 | Забјело           |
| --- | --- | ----------------- |
| Ристо Мирковић 10’ · Срђа Косовић 19’ · Срђа Косовић 35’ · Живко Каљевић 37’ (аутогол) · Никола Цимбаљевић 62’ · Благоје Пејановић 83’ · Лука Шофранац 88’ |     | Младен Контић 44’ |

| Олимпико | 0:6 | Иларион |
| -------- | --- | --- |
|          |     | Дарко Стајкић 19’ · Александар Крстовић 38’ · Богдан Ђуретић 44’ · Богдан Ђуретић 66’ · Александар Крстовић 77’ · Филип Вукићевић 80’ |

| Рибница           | 1:1 | Адриа                |
| ----------------- | --- | -------------------- |
| Енис Асановић 73’ |     | Ријад Дервишевић 62’ |

| Братство | 0:1 | ОФК Младост ДГ          |
| -------- | --- | ----------------------- |
|          |     | Андрија Глушчевић 90+1’ |

| ОФК Спуж                                    | 2:1 | Дечић 2           |
| ------------------------------------------- | --- | ----------------- |
| Јагош Шћепановић 54’ · Стефан Раичковић 76’ |     | Ервин Ћоровић 42’ |

| Кариоке                               | 2:4 | Црвена стијена                                                                 |
| ------------------------------------- | --- | ------------------------------------------------------------------------------ |
| Марко Поповић 44’ · Марко Поповић 47’ |     | Милош Пејурић 6’ · Никола Пејовић 33’ · Никола Пејовић 45’ · Бојан Вучинић 90’ |

### 17. коло
| Адриа                 | 1:3 | Полет старс                                                            |
| --------------------- | --- | ---------------------------------------------------------------------- |
| Рајхан Дервишевић 54’ |     | Радован Бањевић 56’ · Никола Бабић 85’ (пенал) · Радован Бањевић 90+2’ |

| Дечић 2                                                   | 3:0 | Рибница |
| --------------------------------------------------------- | --- | ------- |
| Огњен Роловић 80’ · Ервин Ћоровић 80’ · Бајрам Аџовић 90’ |     |         |

| Иларион                                                                | 3:1 | Кариоке               |
| ---------------------------------------------------------------------- | --- | --------------------- |
| Ваид Еминовић 28’ (аутогол) · Филип Вукићевић 40’ · Ђорђе Марковић 55’ |     | Матија Гардашевић 11’ |

| ОФК Младост ДГ                  | 2:0 | ОФК Спуж |
| ------------------------------- | --- | -------- |
| Лука Бојић 38’ · Лука Бојић 73’ |     |          |

| Црвена стијена             | 1:0 | Братство |
| -------------------------- | --- | -------- |
| Александар Вукадиновић 15’ |     |          |

| Забјело                                                                                 | 5:0 | Олимпико |
| --------------------------------------------------------------------------------------- | --- | -------- |
| Бојан Лалић 30’ · Милан Бакић 43’ · Бојан Лалић 66’ · Милан Бакић 68’ · Милан Бакић 75’ |     |          |

### 18. коло
| Полет старс | 0:2 | Дечић 2                              |
| ----------- | --- | ------------------------------------ |
|             |     | Сеад Абдовић 72’ · Огњен Роловић 76’ |

| Братство            | 1:0 | Иларион |
| ------------------- | --- | ------- |
| Игор Петричевић 75’ |     |         |

| ОФК Спуж | 0:2 | Црвена стијена                           |
| -------- | --- | ---------------------------------------- |
|          |     | Лазар Стијеповић 19’ · Филип Радоњић 87’ |

| Олимпико              | 1:7 | Никшић |
| --------------------- | --- | --- |
| Василије Кликовац 77’ |     | Немања Косовић 14’ · Ристо Мирковић 41’ · Филип Ћипранић 53’ · Никола Цимбаљевић 59’ · Немања Косовић 86’ · Никола Цимбаљевић 89’ · Никола Цимбаљевић 90’ |

| Кариоке | 0:2 | Забјело                             |
| ------- | --- | ----------------------------------- |
|         |     | Младен Контић 32’ · Милан Бакић 55’ |

| Рибница | 0:8 | ОФК Младост ДГ |
| ------- | --- | --- |
|         |     | Андрија Глушчевић 29’ · Амар Кајевић 30’ · Кенан Ораховац 39’ · Амар Кајевић 47’ · Кенан Никочевић 78’ · Петар Прелевић 86’ · Жељко Крстовић 87’ · Лука Бојић 89’ |

### 19. коло
| Дечић 2                                                                          | 4:0 | Адриа |
| -------------------------------------------------------------------------------- | --- | ----- |
| Сеад Абдовић 10’ · Демир Кркановић 68’ · Марио Гојчевић 71’ · Антон Ђонлекић 84’ |     |       |

| ОФК Младост ДГ     | 1:0 | Полет старс |
| ------------------ | --- | ----------- |
| Кенан Ораховац 89’ |     |             |

| Иларион | 6:1 | ОФК Спуж          |
| --- | --- | ----------------- |
| Давор Секулић 31’ · Богдан Ђуретић 32’ · Филип Вукићевић 57’ · Александар Крстовић 60’ (пенал) · Александар Крстовић 77’ · Дражен Ковачевић 78’ |     | Осман Леловић 64’ |

| Забјело           | 1:1 | Братство          |
| ----------------- | --- | ----------------- |
| Марко Стругар 75’ |     | Марко Рашовић 80’ |

| Црвена стијена                                                     | 3:0 | Рибница |
| ------------------------------------------------------------------ | --- | ------- |
| Лазар Стијеповић 18’ · Лазар Стијеповић 60’ · Лазар Стијеповић 75’ |     |         |

| Никшић                                | 2:1 | Кариоке         |
| ------------------------------------- | --- | --------------- |
| Петар Тодоровић 9’ · Срђа Косовић 73’ |     | Дамјан Илић 12’ |

### 20. коло
| Адриа | 0:2 | ОФК Младост ДГ                         |
| ----- | --- | -------------------------------------- |
|       |     | Андрија Глушчевић 25’ · Лука Бојић 26’ |

| Кариоке | 0:3 | Олимпико                                                 |
| ------- | --- | -------------------------------------------------------- |
|         |     | Вук Лукић 39’ · Лазар Милошевић 60’ · Мирко Кликовац 60’ |

| Братство                                | 2:3 | Никшић                                                       |
| --------------------------------------- | --- | ------------------------------------------------------------ |
| Бранко Поповић 16’ · Бранко Поповић 83’ |     | Немања Косовић 41’ · Немања Косовић 65’ · Немања Косовић 90’ |

| Полет старс                           | 2:1 | Црвена стијена                     |
| ------------------------------------- | --- | ---------------------------------- |
| Никола Бабић 13’ · Никола Ненезић 72’ |     | Александар Вукадиновић 17’ (пенал) |

| ОФК Спуж                                | 2:2 | Забјело                                       |
| --------------------------------------- | --- | --------------------------------------------- |
| Мирко Вучељић 9’ · Јагош Шћепановић 16’ |     | Милан Бакић 18’ · Александар Кривокапић 90+3’ |

| Рибница                  | 1:8 | Иларион |
| ------------------------ | --- | --- |
| Адин Шкријељ 88’ (пенал) |     | Давор Секулић 3’ · Филип Вукићевић 15’ · Давор Секулић 18’ · Богдан Ђуретић 19’ · Дарко Стајкић 38’ · Давор Секулић 44’ · Филип Вукићевић 65’ · Филип Вукићевић 75’ |

### 21. коло
| Иларион                                                                                | 4:2 | Полет старс                               |
| -------------------------------------------------------------------------------------- | --- | ----------------------------------------- |
| Богдан Ђуретић 6’ · Дражен Ковачевић 34’ · Дарко Стајкић 38’ · Александар Крстовић 85’ |     | Филип Максимовић 87’ · Никола Ненезић 89’ |

| Забјело                                                      | 3:0 | Рибница |
| ------------------------------------------------------------ | --- | ------- |
| Милош Вукчевић 40’ · Немања Крстовић 75’ · Живко Каљевић 82’ |     |         |

| Црвена стијена                                  | 2:1 | Адриа               |
| ----------------------------------------------- | --- | ------------------- |
| Никола Бојановић 28’ · Александар Раичковић 68’ |     | Ријад Дервишевић 3’ |

| ОФК Младост ДГ     | 1:0 | Дечић 2 |
| ------------------ | --- | ------- |
| Жељко Крстовић 77’ |     |         |

| Никшић                                | 2:0 | ОФК Спуж |
| ------------------------------------- | --- | -------- |
| Срђа Косовић 75’ · Филип Ћипранић 80’ |     |          |

| Олимпико                                                    | 3:1 | Братство          |
| ----------------------------------------------------------- | --- | ----------------- |
| Данило Голубовић 42’ · Вук Лукић 44’ · Данило Голубовић 76’ |     | Марко Рашовић 87’ |

### 22. коло
| Дечић 2                                                          | 3:2 | Црвена стијена                              |
| ---------------------------------------------------------------- | --- | ------------------------------------------- |
| Огњен Роловић 61’ (пенал) · Тоде Ђаковић 68’ · Бернард Вулај 78’ |     | Лазар Стијеповић 49’ · Лазар Стијеповић 87’ |

| Полет старс                                                  | 3:1 | Забјело                           |
| ------------------------------------------------------------ | --- | --------------------------------- |
| Балша Вуковић 30’ · Јаков Вукчевић 70’ · Милан Ђукановић 90’ |     | Александар Кривокапић 10’ (пенал) |

| ОФК Спуж                                                                              | 4:3 | Олимпико                                             |
| ------------------------------------------------------------------------------------- | --- | ---------------------------------------------------- |
| Јагош Шћепановић 65’ · Фумија Јошитаке 70’ · Јагош Шћепановић 78’ · Осман Леловић 88’ |     | Василије Кликовац 2’ · Вук Лукић 35’ · Вук Лукић 51’ |

| Адриа                                      | 2:1 | Иларион                   |
| ------------------------------------------ | --- | ------------------------- |
| Лазар Рабреновић 30’ · Бошко Брковић 90+3’ |     | Давор Секулић 44’ (пенал) |

| Братство                              | 2:1 | Кариоке               |
| ------------------------------------- | --- | --------------------- |
| Тадија Мараш 15’ · Јаков Вукчевић 45’ |     | Данило Шћепановић 61’ |

| Рибница | 0:3 pff | Никшић |
| ------- | ------- | ------ |
|         |         |        |

### 23. коло
| Кариоке                                                                                                 | 4:0 | ОФК Спуж |
| --- | --- | -------- |
| Дамир Љуљановић 30’ · Марко Поповић 47’ (пенал) · Данило Шћепановић 85’ (пенал) · Мирослав Турковић 86’ |     |          |

| Иларион                                                                                              | 4:2 | Дечић 2                            |
| --- | --- | ---------------------------------- |
| Сани Дервановић 6’ · Никола Секуловић 12’ (пенал) · Никола Секуловић 27’ (пенал) · Дарко Стајкић 52’ |     | Тоде Ђаковић 17’ · Вук Пејовић 81’ |

| Црвена стијена                              | 2:0 | ОФК Младост ДГ |
| ------------------------------------------- | --- | -------------- |
| Лазар Стијеповић 18’ · Никола Бојановић 35’ |     |                |

| Забјело         | 1:1 | Адриа               |
| --------------- | --- | ------------------- |
| Милан Бакић 63’ |     | Велибор Вуковић 88’ |

| Никшић           | 1:0 | Полет старс |
| ---------------- | --- | ----------- |
| Срђа Косовић 33’ |     |             |

| Олимпико | 0:3 pff | Рибница |
| -------- | ------- | ------- |
|          |         |         |

### 24. коло
| Полет старс | 8:2 | Олимпико                                      |
| --- | --- | --------------------------------------------- |
| Саша Рогановић 10’ · Никола Бабић 12’ · Мирко Дурутовић 14’ · Љубо Калуђеровић 15’ · Милош Марковић 16’ · Јаков Вукчевић 58’ · Мирко Дурутовић 75’ · Јаков Вукчевић 78’ |     | Вук Лукић 30’ (пенал) · Вук Лукић 36’ (пенал) |

| Адриа                                                             | 3:3 | Никшић                                                         |
| ----------------------------------------------------------------- | --- | -------------------------------------------------------------- |
| Лазар Рабреновић 8’ · Тодор Раичковић 35’ · Рејхан Дервишевић 63’ |     | Филип Митровић 20’ · Филип Митровић 37’ · Вукашин Канкараш 86’ |

| ОФК Младост ДГ                                                                               | 4:1 | Иларион                   |
| -------------------------------------------------------------------------------------------- | --- | ------------------------- |
| Кенан Никочевић 12’ · Жељко Крстовић 38’ (пенал) · Кенан Никочевић 57’ · Тодор Шекуларац 85’ |     | Давор Секулић 23’ (пенал) |

| ОФК Спуж | 7:0 | Братство |
| --- | --- | -------- |
| Рајко Рајковић 7’ · Јагош Шћепановић 13’ · Јагош Шћепановић 26’ · Јагош Шћепановић 30’ · Синиша Михајловић 36’ (аутогол) · Јагош Шћепановић 57’ · Јагош Шћепановић 85’ |     |          |

| Дечић 2                             | 2:2 | Забјело                                   |
| ----------------------------------- | --- | ----------------------------------------- |
| Сеад Абдовић 52’ · Сеад Абдовић 88’ |     | Немања Крстовић 34’ · Немања Крстовић 48’ |

| Рибница | 0:3 pff | Кариоке |
| ------- | ------- | ------- |
|         |         |         |

### 25. коло
| Кариоке               | 1:3 | Полет старс                                              |
| --------------------- | --- | -------------------------------------------------------- |
| Данило Шћепановић 29’ |     | Никола Ненезић 33’ · Иван Вујачић 55’ · Никола Бабић 88’ |

| Олимпико | 0:3 pff | Адриа |
| -------- | ------- | ----- |
|          |         |       |

| Никшић | 3:0 pff | Дечић 2 |
| ------ | ------- | ------- |
|        |         |         |

| Забјело | 0:1 | ОФК Младост ДГ |
| ------- | --- | -------------- |
|         |     | Лука Бојић 87’ |

| Иларион | 0:1 | Црвена стијена    |
| ------- | --- | ----------------- |
|         |     | Милош Пејурић 50’ |

| Братство                                                                              | 4:3 | Рибница                                                       |
| ------------------------------------------------------------------------------------- | --- | ------------------------------------------------------------- |
| Владан Бошковић 30’ · Игор Анђушић 44’ · Данило Калуђеровић 52’ · Игор Петричевић 74’ |     | Лорис Крушевци 55’ · Кијотака Јасуда 72’ · Лорис Крушевци 80’ |

### 26. коло
| ОФК Младост ДГ                                                                    | 4:0 | Никшић |
| --------------------------------------------------------------------------------- | --- | ------ |
| Кенан Ораховац 58’ · Кенан Никочевић 70’ · Андрија Глушчевић 73’ · Лука Бојић 77’ |     |        |

| Дечић 2 | 7:1 | Олимпико      |
| --- | --- | ------------- |
| Абедин Хакшабановић 1’ · Тоде Ђаковић 33’ (пенал) · Сеад Абдовић 60’ · Илиријан Љуљђурај 63’ · Сеад Абдовић 66’ · Бајрам Аџовић 69’ · Сеад Абдовић 88’ |     | Вук Лукић 43’ |

| Полет старс | 3:0 pff | Братство |
| ----------- | ------- | -------- |
|             |         |          |

| Црвена стијена | 0:0 | Забјело |
| -------------- | --- | ------- |
|                |     |         |

| Адриа                                  | 2:2 | Кариоке                             |
| -------------------------------------- | --- | ----------------------------------- |
| Ђуро Мирановић 21’ · Иван Вукчевић 71’ |     | Амел Муховић 8’ · Марко Поповић 66’ |

| Рибница | 0:6 | ОФК Спуж |
| ------- | --- | --- |
|         |     | Видоје Бајовић 22’ · Матија Станишић 23’ · Јагош Шћепановић 52’ · Видоје Бајовић 70’ · Јагош Шћепановић 84’ · Јагош Шћепановић 87’ |

## Табела и статистика
| Мјесто | Екипа          | Играно | Побједа | Неријешено | Изгубио | Дао гол. | При. гол. | Гол-разлика | Бодови | Напомене            |
| ------ | -------------- | ------ | ------- | ---------- | ------- | -------- | --------- | ----------- | ------ | ------------------- |
| 1.     | ОФК Младост ДГ | 24     | 23      | 0          | 1       | 73       | 7         | +66         | 69     | Бараж за Другу лигу |
| 2.     | Никшић         | 24     | 17      | 2          | 5       | 66       | 34        | +32         | 53     |                     |
| 3.     | Црвена стијена | 24     | 17      | 1          | 6       | 44       | 22        | +22         | 52     |                     |
| 4.     | Дечић 2        | 24     | 13      | 2          | 9       | 64       | 40        | +24         | 41     |                     |
| 5.     | Забјело        | 24     | 11      | 8          | 5       | 44       | 27        | +17         | 41     |                     |
| 6.     | Полет старс    | 24     | 13      | 0          | 11      | 66       | 41        | +25         | 39     |                     |
| 7.     | Иларион        | 24     | 12      | 2          | 10      | 62       | 42        | +20         | 38     |                     |
| 8.     | Адриа          | 24     | 8       | 8          | 8       | 58       | 38        | +20         | 32     |                     |
| 9.     | ОФК Спуж       | 24     | 7       | 3          | 14      | 45       | 56        | -11         | 24     |                     |
| 10.    | Братство       | 24     | 6       | 4          | 14      | 33       | 58        | -25         | 22     |                     |
| 11.    | Кариоке        | 24     | 5       | 4          | 15      | 34       | 55        | -21         | 19     |                     |
| 12.    | Рибница        | 24     | 4       | 2          | 18      | 26       | 81        | -55         | 14     |                     |
| 13.    | Олимпико       | 24     | 2       | 0          | 22      | 31       | 145       | -114        | 6      |                     |

- ОФК Младост ДГ иде у бараж за пласман у Другу лигу;

| Првак Треће лиге Црне Горе — Центар |
| ----------------------------------- |
| ОФК Младост ДГ 1. Титула            |

### Позиције на табели по колима
|     | Екипа          | 1  | 2  | 3  | 4  | 5  | 6  | 7  | 8  | 9  | 10 | 11 | 12 | 13 | 14 | 15 | 16 | 17 | 18 | 19 | 20 | 21 | 22 | 23 | 24 | 25 | 26 |
| --- | -------------- | -- | -- | -- | -- | -- | -- | -- | -- | -- | -- | -- | -- | -- | -- | -- | -- | -- | -- | -- | -- | -- | -- | -- | -- | -- | -- |
| 1.  | Адриа          | 7  | 4  | 3  | 2  | 4  | 5  | 7  | 7  | 7  | 7  | 7  | 6  | 6  | 6  | 6  | 5  | 8  | 8  | 8  | 8  | 8  | 8  | 8  | 8  | 8  | 8  |
| 2.  | Братство       | 6  | 9  | 10 | 8  | 9  | 9  | 10 | 8  | 9  | 9  | 8  | 9  | 10 | 9  | 9  | 10 | 10 | 9  | 9  | 9  | 9  | 9  | 9  | 10 | 10 | 10 |
| 3.  | Дечић 2        | 9  | 8  | 6  | 7  | 5  | 4  | 5  | 6  | 6  | 5  | 5  | 5  | 5  | 5  | 5  | 7  | 6  | 5  | 5  | 5  | 6  | 5  | 6  | 6  | 6  | 4  |
| 4.  | Забјело        | 5  | 5  | 5  | 4  | 3  | 3  | 3  | 3  | 3  | 4  | 2  | 4  | 4  | 4  | 4  | 4  | 4  | 4  | 4  | 4  | 4  | 4  | 4  | 4  | 4  | 5  |
| 5.  | Иларион        | 8  | 10 | 9  | 6  | 6  | 6  | 4  | 4  | 5  | 6  | 6  | 7  | 7  | 8  | 9  | 6  | 5  | 6  | 6  | 6  | 5  | 6  | 5  | 5  | 5  | 7  |
| 6.  | Кариоке        | 4  | 6  | 8  | 10 | 10 | 10 | 9  | 10 | 8  | 8  | 9  | 10 | 9  | 10 | 10 | 11 | 11 | 11 | 11 | 11 | 11 | 11 | 11 | 11 | 11 | 11 |
| 7.  | ОФК Младост ДГ | 2  | 3  | 2  | 1  | 1  | 1  | 1  | 1  | 1  | 1  | 1  | 1  | 1  | 1  | 1  | 1  | 1  | 1  | 1  | 1  | 1  | 1  | 1  | 1  | 1  | 1  |
| 8.  | Никшић         | 10 | 7  | 7  | 9  | 8  | 7  | 6  | 5  | 4  | 3  | 3  | 2  | 2  | 2  | 3  | 3  | 3  | 3  | 3  | 3  | 3  | 3  | 3  | 3  | 3  | 2  |
| 9.  | Олимпико       | 11 | 11 | 13 | 13 | 13 | 13 | 13 | 13 | 13 | 13 | 13 | 13 | 13 | 13 | 13 | 13 | 13 | 13 | 13 | 13 | 13 | 13 | 13 | 13 | 13 | 13 |
| 10. | Полет старс    | 1  | 1  | 5  | 5  | 7  | 8  | 8  | 9  | 10 | 10 | 10 | 8  | 8  | 7  | 7  | 8  | 7  | 7  | 7  | 7  | 7  | 7  | 7  | 7  | 7  | 6  |
| 11. | ОФК Спуж       | 12 | 12 | 11 | 12 | 12 | 12 | 12 | 12 | 11 | 12 | 12 | 12 | 12 | 12 | 11 | 9  | 9  | 10 | 10 | 10 | 10 | 10 | 10 | 9  | 9  | 9  |
| 12. | Рибница        | 13 | 13 | 12 | 11 | 11 | 11 | 11 | 11 | 12 | 11 | 11 | 11 | 11 | 11 | 12 | 12 | 12 | 12 | 12 | 12 | 12 | 12 | 12 | 12 | 12 | 12 |
| 13. | Црвена стијена | 3  | 2  | 1  | 3  | 2  | 2  | 2  | 2  | 2  | 2  | 4  | 3  | 3  | 3  | 2  | 2  | 2  | 2  | 2  | 2  | 2  | 2  | 2  | 2  | 2  | 3  |

### Домаћин - гост табела
| М   | Клуб           | Одиг. као домаћин | Поб. | Нер. | Пор. | ГД | ГП | ГР  | Бод. | Одиг. као гост | Поб. | Нер. | Пор. | ГД | ГП | ГР  | Бод. |
| --- | -------------- | ----------------- | ---- | ---- | ---- | -- | -- | --- | ---- | -------------- | ---- | ---- | ---- | -- | -- | --- | ---- |
| 1.  | ОФК Младост ДГ | 12                | 12   | 0    | 0    | 35 | 2  | +33 | 36   | 12             | 11   | 0    | 1    | 38 | 5  | +33 | 33   |
| 2.  | Никшић         | 12                | 10   | 1    | 1    | 34 | 8  | +26 | 31   | 12             | 7    | 1    | 4    | 32 | 26 | +6  | 22   |
| 3.  | Црвена стијена | 12                | 10   | 1    | 1    | 21 | 4  | +21 | 31   | 12             | 7    | 0    | 5    | 23 | 18 | +5  | 21   |
| 4.  | Дечић 2        | 12                | 8    | 1    | 3    | 29 | 19 | +10 | 25   | 12             | 5    | 1    | 6    | 25 | 21 | +4  | 16   |
| 5.  | Забјело        | 12                | 6    | 4    | 2    | 23 | 8  | +15 | 22   | 12             | 5    | 4    | 3    | 19 | 19 | -18 | 19   |
| 6.  | Полет старс    | 12                | 7    | 0    | 5    | 30 | 20 | +5  | 21   | 12             | 6    | 0    | 6    | 36 | 21 | +15 | 18   |
| 7.  | Иларион        | 12                | 7    | 1    | 4    | 31 | 17 | +14 | 22   | 12             | 5    | 1    | 6    | 31 | 25 | +6  | 16   |
| 8.  | Адриа          | 12                | 3    | 4    | 5    | 37 | 24 | +13 | 13   | 12             | 5    | 4    | 3    | 21 | 14 | +7  | 19   |
| 9.  | ОФК Спуж       | 12                | 6    | 0    | 3    | 19 | 16 | +3  | 18   | 12             | 3    | 1    | 8    | 19 | 29 | -10 | 10   |
| 10. | Братство       | 12                | 6    | 1    | 5    | 24 | 24 | 0   | 19   | 12             | 0    | 3    | 9    | 9  | 34 | -15 | 3    |
| 11. | Кариоке        | 12                | 2    | 2    | 8    | 17 | 29 | -12 | 8    | 12             | 3    | 2    | 7    | 17 | 26 | -9  | 11   |
| 12. | Рибница        | 12                | 3    | 1    | 8    | 17 | 49 | -32 | 10   | 12             | 1    | 1    | 10   | 9  | 32 | -23 | 4    |
| 13. | Олимпико       | 12                | 1    | 0    | 11   | 10 | 69 | -59 | 3    | 12             | 1    | 0    | 11   | 21 | 76 | -55 | 3    |

## Листа стријелаца
| Позиција | Држава    | Играч                  | Екипа              | Број голова | Голови из пенала |
| -------- | --------- | ---------------------- | ------------------ | ----------- | ---------------- |
| 1        | Црна Гора | Јагош Шћепановић       | ОФК Спуж           | 20          | 1                |
| 2        | Црна Гора | Вук Лукић              | Братство Олимпико  | 17          | 5                |
| 3        | Црна Гора | Давор Секулић          | Иларион            | 15          | 3                |
| 3        | Црна Гора | Лука Бојић             | ОФК Младост ДГ     | 15          | 0                |
| 3        | Црна Гора | Никола Раденовић       | Адриа              | 15          | 1                |
| 6        | Црна Гора | Андрија Глушчевић      | ОФК Младост ДГ     | 14          | 0                |
| 7        | Црна Гора | Никола Бабић           | Полет старс        | 12          | 1                |
| 7        | Црна Гора | Сеад Абдовић           | Адриа Дечић 2      | 12          | 0                |
| 9        | Црна Гора | Ристо Мирковић         | Никшић             | 10          | 2                |
| 9        | Црна Гора | Срђа Косовић           | Никшић             | 10          | 1                |
| 9        | Црна Гора | Лазар Стијеповић       | Црвена стијена     | 10          | 0                |
| 12       | Црна Гора | Дмитар Станковић       | Кариоке            | 9           | 2                |
| 12       | Црна Гора | Александар Крстовић    | Иларион            | 9           | 1                |
| 14       | Црна Гора | Иван Вујачић           | Полет старс        | 8           | 3                |
| 14       | Црна Гора | Дарко Стајкић          | Иларион            | 8           | 0                |
| 14       | Црна Гора | Ервин Ћоровић          | Дечић 2            | 8           | 0                |
| 14       | Црна Гора | Никола Цимбаљевић      | Никшић             | 8           | 0                |
| 14       | Црна Гора | Немања Косовић         | Никшић             | 8           | 0                |
| 19       | Црна Гора | Лука Шофранац          | Никшић             | 7           | 0                |
| 19       | Црна Гора | Огњен Роловић          | Дечић 2            | 7           | 1                |
| 19       | Црна Гора | Милан Бакић            | Забјело            | 7           | 0                |
| 22       | Црна Гора | Андрија Ћосовић        | Црвена стијена     | 6           | 1                |
| 22       | Црна Гора | Александар Кривокапић  | Забјело            | 6           | 1                |
| 22       | Црна Гора | Богдан Ђуретић         | Иларион            | 6           | 0                |
| 22       | Црна Гора | Филип Вукићевић        | Забјело            | 6           | 0                |
| 26       | Црна Гора | Александар Вукадиновић | Црвена стијена     | 5           | 1                |
| 26       | Црна Гора | Амар Кајевић           | ОФК Младост ДГ     | 5           | 0                |
| 26       | Црна Гора | Петар Прелевић         | ОФК Младост ДГ     | 5           | 0                |
| 26       | Црна Гора | Марко Стругар          | Забјело            | 5           | 0                |
| 26       | Црна Гора | Немања Крстовић        | Забјело            | 5           | 0                |
| 26       | Црна Гора | Василије Кликовац      | Олимпико           | 5           | 0                |
| 26       | Црна Гора | Кристијан Шкреља       | Дечић 2            | 5           | 0                |
| 26       | Црна Гора | Жељко Крстовић         | ОФК Младост ДГ     | 5           | 0                |
| 26       | Црна Гора | Данило Шћепановић      | Кариоке            | 5           | 0                |
| 26       | Црна Гора | Марко Поповић          | Кариоке            | 5           | 0                |
| 26       | Црна Гора | Радован Бањевић        | Полет старс        | 5           | 0                |
| 26       | Црна Гора | Жељко Крстовић         | ОФК Младост ДГ     | 5           | 0                |
| 38       | Црна Гора | Борис Бољевић          | Адриа              | 4           | 0                |
| 38       | Црна Гора | Славко Цаковић         | Полет старс        | 4           | 0                |
| 38       | Црна Гора | Тодор Раичковић        | Адриа              | 4           | 0                |
| 38       | Црна Гора | Небојша Јовановић      | Адриа              | 4           | 0                |
| 38       | Црна Гора | Иван Тољић             | Полет старс Никшић | 4           | 0                |
| 38       | Црна Гора | Митар Ђукановић        | Забјело            | 4           | 0                |
| 38       | Црна Гора | Алмедин Ћоровић        | Олимпико           | 4           | 0                |
| 38       | Црна Гора | Иван Газивода          | ОФК Младост ДГ     | 4           | 0                |
| 38       | Белгија   | Ибрахима Туре          | Дечић 2            | 4           | 0                |
| 38       | Црна Гора | Ђорђе Мараш            | Братство           | 4           | 0                |
| 38       | Црна Гора | Балша Бечановић        | Полет старс        | 4           | 0                |
| 38       | Црна Гора | Велибор Вуковић        | Адриа              | 4           | 0                |
| 38       | Црна Гора | Никола Ненезић         | Полет старс        | 4           | 0                |
| 38       | Црна Гора | Вук Пејовић            | Дечић 2            | 4           | 0                |
| 38       | Црна Гора | Милош Плазинић         | ОФК Младост ДГ     | 4           | 0                |
| 38       | Црна Гора | Тоде Ђаковић           | Дечић 2            | 4           | 0                |
| 38       | Црна Гора | Кенан Никочевић        | ОФК Младост ДГ     | 4           | 0                |
| 38       | Црна Гора | Јаков Вукчевић         | Полет старс        | 4           | 0                |